# Pappatacifieber
Das Pappatacifieber, Phlebotomusfieber oder Sandmückenfieber, auch Sandfliegenfieber genannt, ist eine durch Sandmücken (Gattung Phlebotomus) übertragene Virusinfektion des Menschen. Entdeckt wurde es von Alois Pick. Verbreitet ist es vom gesamten Mittelmeerraum über den Nahen Osten, Afghanistan und Indien bis nach Südchina. Der Erkrankungsverlauf ist unkompliziert. Auch eine Meningoenzephalitis verschwindet ohne spezifische Therapie nach wenigen Tagen.

## Bezeichnungen
Der Krankheitserreger, Viren aus der Familie der Bunyaviridae, treten regional verschieden in drei unterschiedlichen Subtypen auf, so dass das Pappatacifieber unter vielen verschiedenen Bezeichnungen firmiert: Pappataci-Fieber (Papatasi-Fieber), Sandmückenfieber, Toskana-Fieber, Dalmatien-Fieber, Chitral-Fieber, Karimabad-Fieber oder Pick-Fieber (auch Dreitagefieber, Hundsfieber und Mückenfieber). Die unter anderem in der ICD-10 genutzte Bezeichnung „Sandfliegenfieber“ (von englisch sandfly fever) ist ungenau, weil die Überträger keine Fliegen, sondern Sandmücken sind.

## Erreger und Überträger
Der Erreger des Pappatacifiebers sind Viren aus der Gattung Phlebovirus der Familie Bunyaviridae, die durch Sandmücken übertragen werden. Diese bilden eine Serogruppe, genannt Sandmücken-Gruppe (engl. Sandfly fever serocomplex), welche früher als Spezies  Sandmückenfiebervirus (alias Phlebotomus-Fieber-Virus, Sandfly fever Naples virus, SFNV) geführt wurde. Inzwischen wurden die Alt-Spezies der Sandmückenfieberviren vom ICTV aufgespaltet und die früheren Subtypen als eigenständige Spezies anerkannt, nur bei den früheren Subtyp Toskana-Virus (TOSV) wurden sogar dessen drei Serotypen (N, T und S – benannt nach ihrem ursprünglichen Entdeckungsort Neapel, Toskana und Sizilien, siehe Abbildung) zu Spezies hochgestuft:
- Spezies Phlebovirus napoliense: Neapel-Phlebovirus (Sandfly fever Naples phlebovirus, SFNV, Toskana-Virus Serotyp N, Arrábida-Virus)
- Spezies Phlebovirus toscanaense: Toskana-Phlebovirus (Toscana phlebovirus, Toskana-Virus Serotyp T)
- Spezies Phlebovirus siciliaense: Sizilianisches Sandmückenfiebervirus (Sicilian phlebovirus, SFSV, Toskana-Virus Serotyp S)
- Spezies Phlebovirus karimabadense: Karimabad-Virus (Karimabad phlebovirus, KARV)
- Spezies Phlebovirus tehranense: Teheran-Virus (Tehran phlebovirus, THEV)

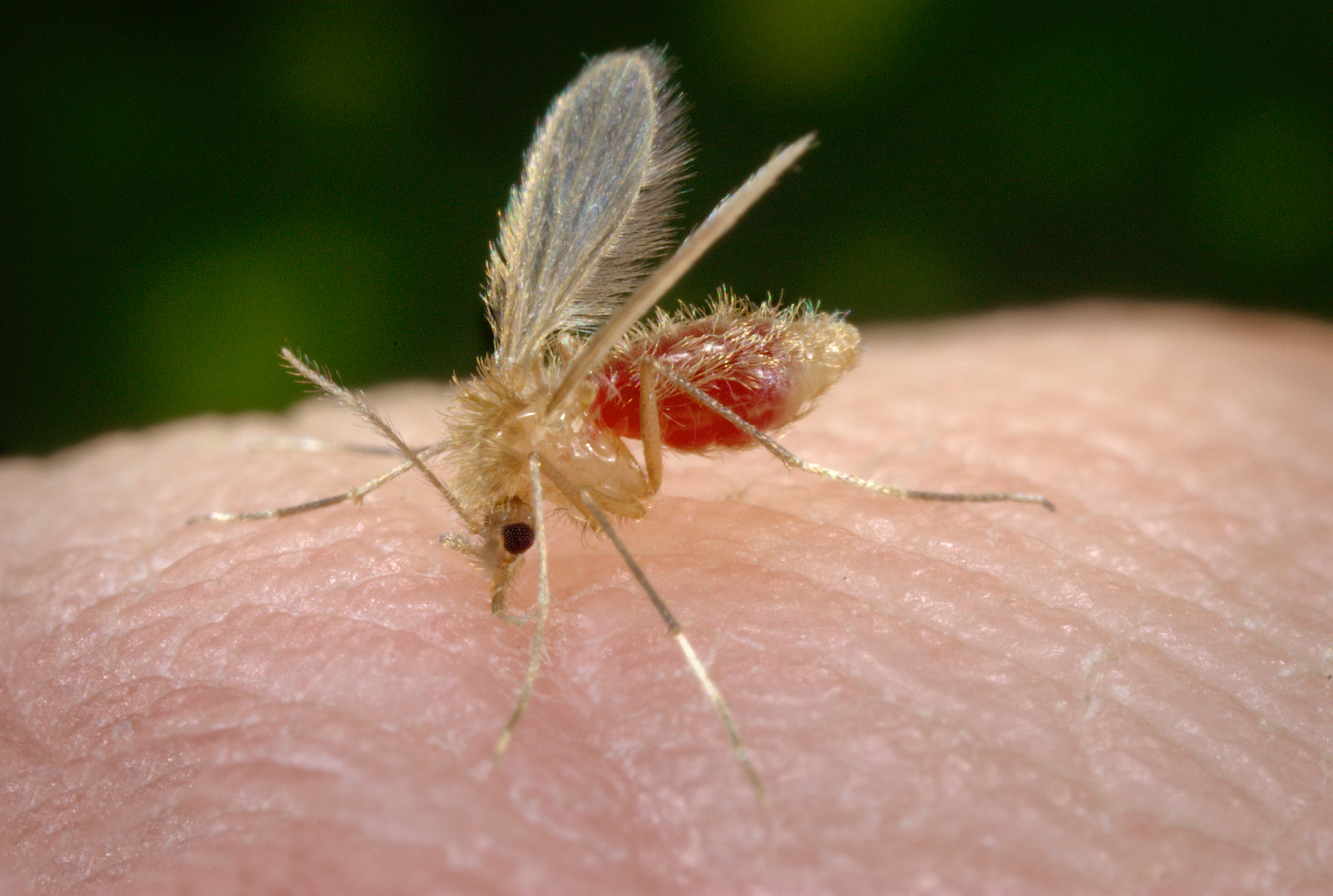
Die Sandmücke Phlebotomus pappatasi während der Blutmahlzeit

Diese Viren werden durch verschiedene Sandmückenarten der Familie Psychodidae (Schmetterlingsmücken) während der Blutmahlzeit auf den Menschen übertragen. Häufige Arten, die in dieser Weise als Vektor der Erreger fungieren, sind Phlebotomus perniciosus, P. perfiliewi und P. pappatasi; die letztere bevorzugt den Menschen als Hauptwirt.
Das natürliche Erregerreservoir der Viren sind verschiedene Nagetiere und Fledermäuse, möglicherweise auch Schafe, Ziegen und Rinder. In diesen Tieren wurden auch nicht-humanpathogene Virusarten gefunden, die ebenfalls zur Gattung Phlebovirus gehören und serologisch sehr eng mit den humanpathogenen Virusspezies des Pappatacifiebers verwandt sind. Durch eine Blutmahlzeit bei diesen Tieren gelangen die Viruspartikel in die Mückenpopulation. Von dort kann das Virus nach etwa sechs Tagen der Infektion und Vermehrung im Insekt auf den Menschen übertragen werden kann. Die Viren können sich innerhalb der Mückenpopulation auch vertikal verbreiten, d. h. die Eier der Mücken sind bereits infiziert und die daraus schlüpfenden Larven tragen das Virus in sich (Transovarielle Infektion). Die Sandmücken sind daher Vektor für die Übertragung und teilweise auch Reservoirwirt zugleich.

## Epidemiologie

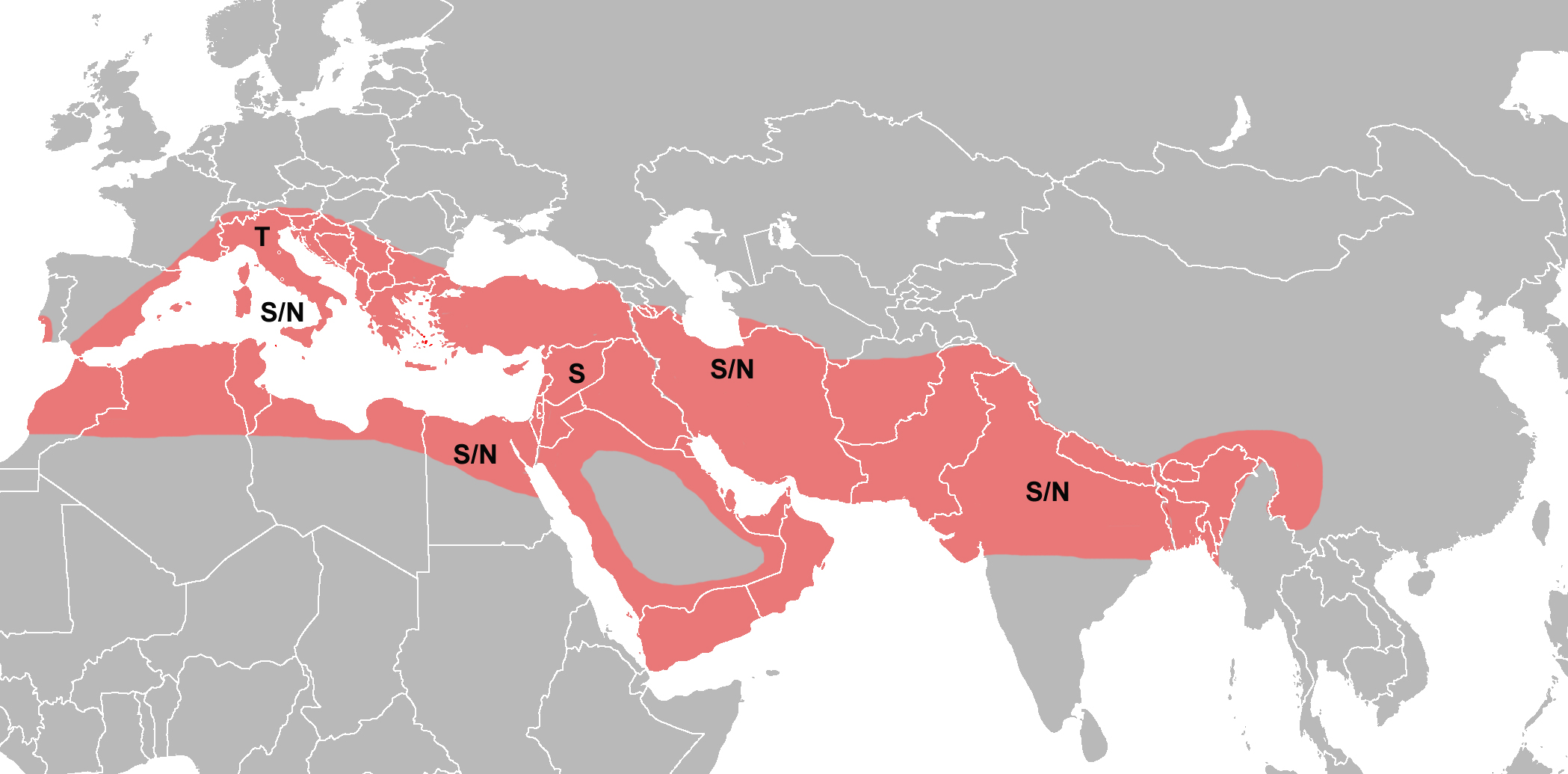
Verbreitung des Pappatacifiebers und der drei Serotypen des Sandmückenfiebervirus: T (Toskana), S (Sizilien), N (Neapel)

Eine jahreszeitliche Häufung des Pappatacifiebers ist im späten Frühjahr und Sommer zu beobachten, wenn auch die Vermehrung und Aktivität der Sandmücken am höchsten ist. In den Herbst- und Wintermonaten tritt die Erkrankung nicht in Erscheinung. Das Pappatacifieber ist im gesamten europäischen und nordafrikanischen Mittelmeerraum verbreitet, ebenfalls in Teilen Portugals, und des südlichen Alpenraums, im Nahen Osten, den Staaten am Roten Meer, der arabischen Halbinsel, Iran, Irak, Afghanistan, Pakistan, Nordindien, Bangladesch, Myanmar, Teilen des Himalaya (auch in Höhen bis 4000 m), Südtibet und der südwestchinesischen Provinz Yunnan. In diesen Endemiegebieten ist die einheimische erwachsene Bevölkerung durch mehrfache, inapparente Infektionen immun, wohingegen Kinder oder einreisende Touristen am Pappatacifieber erkranken können. Bei etwa 0,8 bis 1 % der Bevölkerung in Deutschland sind Antikörper gegen das Toskana-Virus (d. h. Serotyp N, S oder T) nachweisbar.

## Krankheitsbild
Die meisten Infektionen mit diesen Viren verlaufen ohne Krankheitssymptome, die Infektion hinterlässt auch ohne Erkrankung eine lebenslange Immunität für den jeweiligen Serotyp, eine Reinfektion mit einem weiteren der verschiedenen Serotypen ist aber möglich.
Nach einer Inkubationszeit von 3 bis 5 Tagen kommt es zu einem sehr plötzlichen Krankheitsbeginn mit hohem Fieber, schwerem Krankheitsgefühl und sehr starken Kopfschmerzen, die besonders an der Stirn und hinter den Augen (retrobulbär) wahrgenommen werden. Hinzu kommen Übelkeit, Schwindel, Erbrechen, Muskel- und Gelenkschmerzen, Rückenschmerzen, Steifheitsgefühl in den Beinen und eventuell eine Rötung der Gesichtshaut. Die Symptomatik beginnt nach drei Tagen schwächer zu werden, in wenigen Fällen kommt es daraufhin zu einem kurzen Wiederanstieg des Fiebers, bevor die Erkrankung endgültig abklingt. Ein Schwächegefühl bleibt oft für mehrere Wochen bestehen. Bei einer häufig hinzutretenden Meningoenzephalitis und serösen Meningitis (beim Serotyp Toskana in 2 bis 12 % der Fälle) treten stärkere neurologische Symptome auf wie Nackensteifigkeit (Meningismus), Eintrübung des Bewusstseins, Zittern, Lähmungen, Nystagmus und komatöse Zustände.

## Diagnostik
Der Diagnose einer akuten Pappatacifieber-Erkrankung wird serologisch gesichert. Der Nachweis von IgG- und IgM-Antikörpern gegen das Toskana-Virus im Blutserum gilt ebenso wie die Serokonversion oder der 4fache Anstieg des IgG-Titers als beweisend für eine frische oder kürzliche Infektion. Im Labor wird hierzu der indirekte Immunfluoreszenztest oder Neutralisationstest verwendet. Die Antikörper sind spätestens 5 bis 8 Tage nach Erkrankungsbeginn nachweisbar. Der direkte Erregernachweis in der Zellkultur oder mittels PCR spielt in der klinischen Diagnostik kaum eine Rolle.

## Therapie und Prophylaxe
Das Pappatacifieber wird nur symptomatisch therapiert, eine spezifische antivirale Therapie ist nicht erforderlich und steht auch nicht zur Verfügung. Eine medikamentöse Senkung des Fiebers und konsequente Schmerzbekämpfung reicht meist aus.
Da ein Impfstoff nicht verfügbar ist, beschränkt sich die Vorbeugung auf die Bekämpfung der infizierten Mückenpopulationen in den endemischen Gebieten und einem persönlichen Mückenschutz. Die Exposition gegenüber den Mücken kann durch Moskitonetze mit einer Maschenweite unter 2 mm und der Verwendung von Repellentien erreicht werden. Da die Sandmücken besonders nachts aktiv sind, ist ein Aufenthalt in Mückengebieten während dieser Zeiten zu vermeiden.

## Meldepflicht
Die Erkrankung und der Nachweis des Erregers sind in Deutschland, Österreich und der Schweiz nicht meldepflichtig.